# Gęś domowa
Gęś domowa (Anser domesticus) – ptak wodny, użytkowy, będący udomowioną formą gęsi gęgawy (Anser anser) i gęsi łabędzionosej (Anser cygnoides), rzadziej gęsi białoczelnej (Anser albifrons) oraz bernikli kanadyjskiej (Branta canadensis).

## Gatunki
- gęś gęgawa Anser anser, gęś szara – przodek europejskiej gęsi domowej. Domestykacja nastąpiła ok. 3000 lat temu w różnych miejscach, m.in.: Rzymie, Grecji, Egipcie, Babilonii. Udomowiona forma krzyżuje się z rasami gęsi domowych pochodzących od gęsi łabędzionosej, dając płodne mieszańce.
- gęś łabędzionosa Anser cygnoides (Cygnopsis cygnoides), gęś łabędziowa, gęś garbonosa, gęś chińska, gęś gwinejska – przodek azjatyckiej gęsi domowej. Udomowiona ok. 3000 lat temu w Chinach. Hodowana w Europie Wschodniej, głównie w Rosji od XVIII wieku. Przypuszcza się, że do Europy Wschodniej dotarła z Azji wraz z Tatarami. Udomowiona forma krzyżuje się z rasami gęsi domowych pochodzących od gęsi gęgawy, dając płodne mieszańce.
- gęś białoczelna Anser albifrons, gęś białoczółka, gęś białolica – przodek gęsi pskowskiej łysej (łysa – od białej plamy na czole i głowie). Udomowiona w XIX wieku w płn.-zach. Rosji. Dzikie gęsi białoczelne, gnieżdżące się w dolinie jeziora Ilmien i krzyżowane z miejscowymi gęsiami domowymi dały początek tej rasie. Krzyżuje się z rasami gęsi domowych pochodzących od gęsi gęgawy i gęsi łabędzionosej, dając płodne mieszańce.
- bernikla kanadyjska Branta canadensis, gęś kanadyjska, gęś czarna – przodek gęsi kanadyjskiej czarnej. Częściowo udomowiona w XVIII wieku w Ameryce Północnej. Nie ma znaczenia gospodarczego. Hodowana w parkach wielkomiejskich na Wyspach Brytyjskich, itd. Możliwe krzyżówki z rasami gęsi hodowlanych.

## Rasy
Typ gęsi gęgawy Anser anser: 
- gęś włoska biała, ogólnoużytkowa, wysoka nieśność jaj, hodowana, m.in. do produkcji salami gęsiego z Mortary; jej polska odmiana: gęś kołudzka biała z Kołudy Wielkiej, wyhodowana w wyniku prac selekcyjnych gęsi włoskiej białej, stanowiąca 90% krajowego pogłowia gęsi[1][2]. Masa dorosłego gąsiora wynosi 6,5–7,5 kg, gęsi 5–5,5 kg.
- gęś zatorska, ogólnoużytkowa, wyhodowana przez krzyżowanie czterech polskich, lokalnych odmian gęsi: pomorskiej, suwalskiej, podkarpackiej, garbonosej.
- gęś reńska biała, ogólnoużytkowa, wysoka nieśność jaj.
- gęś emdeńska (gęś bremeńska).
- gęś tuluska; jej lżejsza odmiana: gęś tuluska gospodarcza, hodowana, m.in. na foie gras.
- gęś landes, hodowana, m.in. na foie gras.
- gęś duża szara; jej rosyjska odmiana: gęś duża szara tambowska.
- gęś kałuska (gęś tulska), hodowana, m.in. do bezkrwawych walk gąsiorów.
- gęś sewastopolska (gęś astrachańska), hodowana, m.in. dla fryzowanych, długich piór na tułowiu.

Typ gęsi łabędzionosej Anser cygnoides: 
- gęś chińska, wysoka nieśność jaj; jej ciężka odmiana: gęś afrykańska; istnieją jej mieszańce, np. gęś garbonosa.
- gęś chołmogorska.
- gęś perejasławska, wysoka nieśność jaj.
- gęś gorkowska (gęś lindowska).
- gęś kubańska, wysoka nieśność jaj.

## Żywienie
Gęś domowa ma niskie wymagania pokarmowe i może spożywać mniej wartościowe pasze, dlatego jest przydatna dla gospodarstw o gorszych warunkach glebowych. W cyklu hodowlanym jako pasze w większej ilości podaje się owies, a od 12 do 15 tygodnia podstawowym składnikiem żywienia są zielonki z minimalnym dodatkiem pasz treściwych (owies i ziarna zbóż).

## Choroby
Gęsi są bardzo odporne na choroby i mało wymagające w hodowli. Sporadycznie na choroby zapadają pisklęta gęsi domowej. Za mającą największe znaczenie dla hodowli jest uznawana choroba Derzsyego.